# Верано Бријанца
Верано Бријанца (итал. Verano Brianza) је насеље у Италији у округу Монца и Бријанца, региону Ломбардија.
Према процени из 2011. у насељу је живело 9021 становника. Насеље се налази на надморској висини од 268 м.

## Становништво
| 1931. | 1936. | 1951. | 1961. | 1971. | 1981. | 1991. | 2001. | 2011. |
| ----- | ----- | ----- | ----- | ----- | ----- | ----- | ----- | ----- |
| 3.122 | 3.333 | 3.926 | 4.805 | 6.610 | 7.975 | 8.407 | 8.859 | 9.275 |